# Crucero del Norte de Posadas
Ne doit pas être confondu avec Club Mutual Crucero del Norte.
« Sol del Paraguay » redirige ici. Pour les autres significations, voir Sol del Paraguay (homonymie) et Sol del Paraguay Líneas Aéreas.
Crucero del Norte est une entreprise de bus de longue distance consacrée au transport public de passagers. Il a été fondé en 1949 par des Prises Moraca descends le nom La Croisière en opérant dans les provinces de Corrientes et Misiones. L'Argentin Carlos Macchi est l'entraîneur depuis mai 2023.
Initialement, l'entreprise unissait des Apóstoles avec Santo Tomé, et à mesure que passait le temps, ils ont étendu son service et ils ont mué ses ateliers à Posées. D'est ici venu le nom Crucero del Norte.
Il en plus est propriétaire du Club Mutual de nom homonyme, qui a aussi son siège en Garupá.

## Histoire

### Les débuts de l'entreprise
En 1949, avec un véhicule Chevrolet approprié spécialement pour le transport de passagers, Demetrio Koropeski entamait le parcours entre des Apôtres et Sao Tomé, avec fréquence quotidienne sur un parcours de 80 kilomètres et dont la durée dépendait des événements qui pouvaient se présenter dans la route ou par les conditions météorologiques du moment.

### La transformation de l'entreprise à Croisière du Nord
Ans il après étend son parcours jusqu'à la ville de Posées, en passant par La Cruz, Virasoro, Alvear et Yapeyú. En 1962, l'entreprise déplace ses ateliers dans la localité de Posées, en se transformant (aussi bien que se connaît actuellement) dans l'entreprise Croisière du Nord et elle élargit sa zone de couverture aux localités de Azara et Sao Tomé. La croissance de l'entreprise, a fait arriver à occuper un lieu important dans le contexte du transport de passagers dans le milieu national. En s'incorporant après à des services internationaux.
Dans l'an 2000, s'inaugure la terminale de la localité de Garupá, celle qui seraient il serait la nouvelle maison de l'entreprise.

## Groupe des entreprises
Croisière du Nord est censé un des groupes les plus grands d'Argentine, et il a des services à 16 des 23 provinces Argentine, au Panama, au Brésil et au Paraguay. Il en plus possède une Terminale de Ómnibus en Garupá et hôtels en Port Iguazú et Posées.
- 2 entreprises de collectives paraguayennes: Sol del Paraguay et Expreso Paraguay[3]
- 1 hôtel/resort en Argentine: Hôtel Resort Grand Crucero en Port Iguazú[2],[4].
- 1 équipe de football argentin: Club Mutual Croisière du Nord
- 1 entreprise de taxi aérien: Taxi aérien Croisière du Nord[5]
- 1 entreprise Argentine de confies: Croisière Express

### Club Mutual Crucero del Norte
Le club de football se situe dans la localité de Garupá, dans la province de Misiones. Il est fondé le 28 juin 2003 par des employés de l'entreprise et la famille Koropeski.
Actuellement, l'équipe évolue en troisième division et il joue ses rencontres dans le stade Comandante Andrés Guacurarí.

### Sol del Paraguay Líneas Aéreas
Il est une compagnie aérienne paraguayenne de ce groupe consacrée à des vols commerciaux et chárter, avec siège dans l'Aéroport International Silvio Pettirossi de la ville d'Asunción, le Paraguay.
Cette entreprise avait le nom de l'entreprise de bus paraguayenne du même groupe (qu'unit le Paraguay avec le Brésil et l'Argentine) qui est très connue dans ce pays.